# Lee Chambers
Lee Chambers est un réalisateur, scénariste, producteur et monteur canadien né le 4 février 1970 à Sault Ste. Marie (Canada).

## Filmographie

### comme réalisateur
- 1996 : On the Roof
- 1998 : Distress Signals
- 1999 : Snack Related Mishap
- 2001 : Cone of Ignorance
- 2002 : Inutile
- 2002 : Smoke Yourself Thin
- 2005 : Lost & Profound

### comme scénariste
- 1999 : Snack Related Mishap
- 2001 : Cone of Ignorance
- 2002 : Smoke Yourself Thin
- 2005 : Lost & Profound

### comme producteur
- 1999 : Snack Related Mishap
- 2001 : Cone of Ignorance
- 2002 : Smoke Yourself Thin
- 2005 : Lost & Profound

### comme monteur
- 2005 : Catatonic (vidéo)